# Uitvaartcentrum

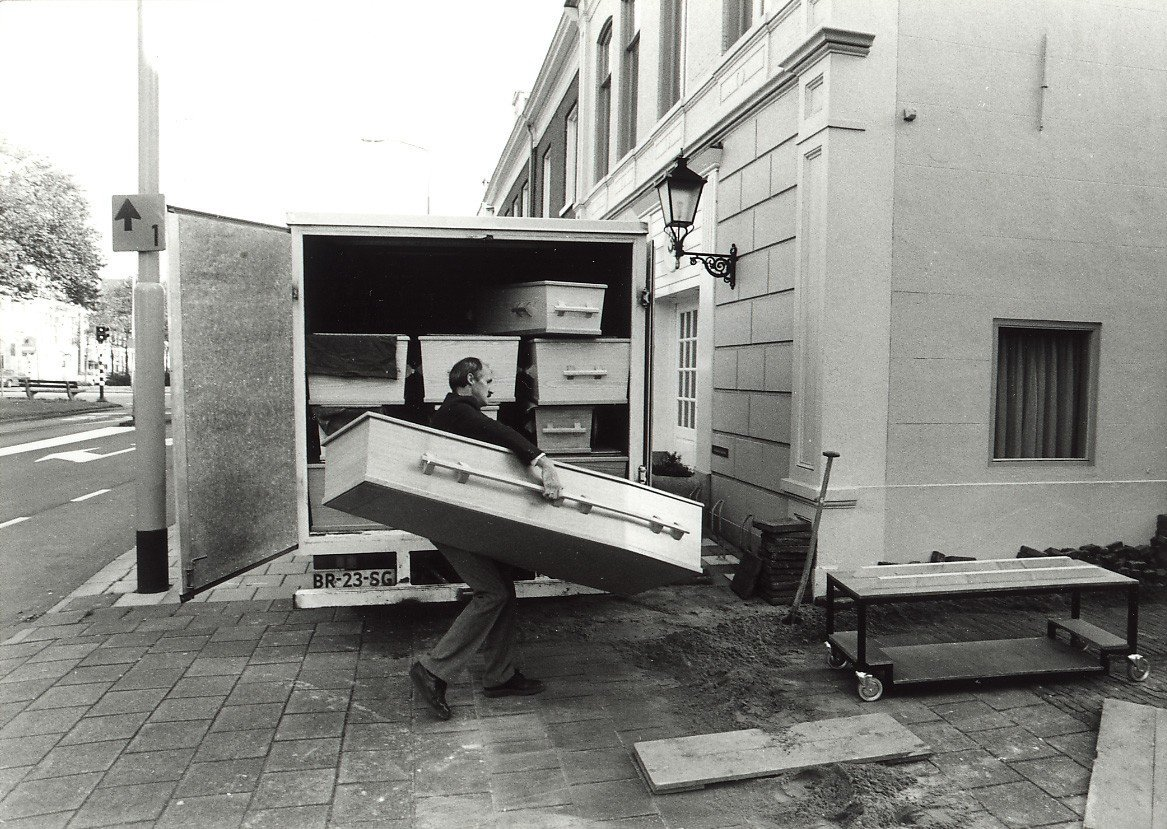
Het lossen van doodskisten, Uitvaartcentrum Haarlem (1992)

Een uitvaartcentrum of funerarium is een al dan niet openbaar gebouw waar door de uitvaartverzorger uitvaarten geregeld worden, en waar overledenen opgebaard kunnen worden, tot dat de overledene wordt begraven of gecremeerd. Het centrum is doorgaans uitgerust met koelcellen, en de overledene ontvangt er de laatste verzorging. Soms heeft een uitvaartcentrum ook de mogelijkheid, dat er rouwdiensten gehouden kunnen worden, en eventueel bestaat er de mogelijkheid om een rouwmaaltijd of koffietafel te houden in het gebouw.
Een uitvaartcentrum kan verbonden zijn aan een uitvaartverzekeraar, een uitvaartondernemer of aan een kerkgemeenschap. Veel mortuaria huisvesten tevens een uitvaartcentrum. 